# Mado
Mado è un film del 1976 diretto da Claude Sautet.

## Trama
Simon, un finanziere attivo nella speculazione edilizia e borghese liberale, sulla cinquantina, si trova ad affrontare gravi problemi professionali. Il suo socio in affari Julien si uccide e lascia un buco finanziario di sei milioni di franchi, portando Simon sull'orlo del fallimento. La sua vita emotiva, il coinvolgimento sentimentale con la prostituta Mado, gli forniscono una possibilità di rivincita.

## Riconoscimenti
Nel 1977 il film ha vinto un César per il miglior sonoro ed è stato candidato nelle categorie di Miglior scenografia e Miglior Attore.